# Aloe wildii
Aloe wildii es una especie de planta suculenta  del género Aloe. Es originaria de Mozambique y Zimbabue.

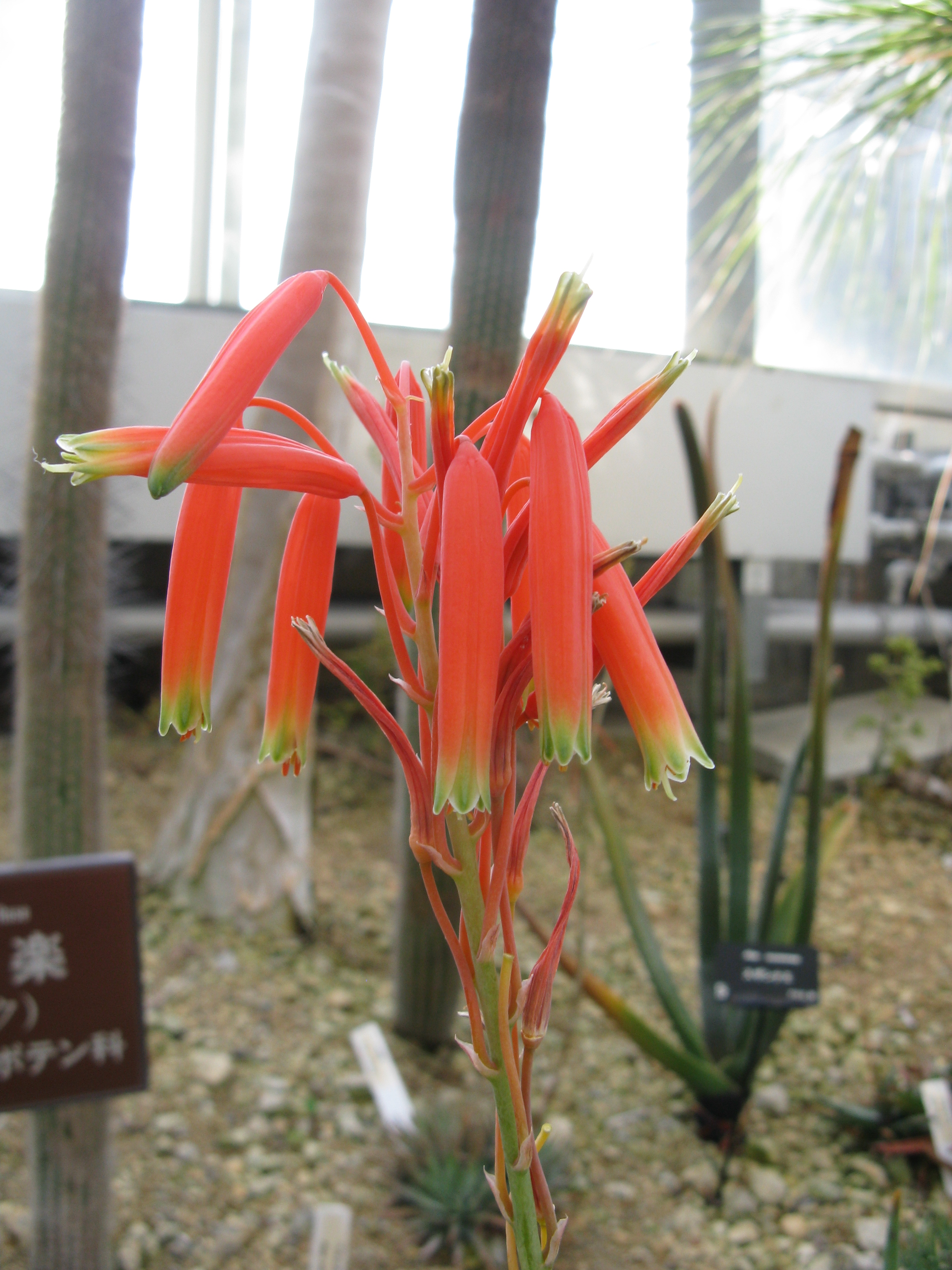
Inflorescencia

## Descripción
Es una planta perenne, solitaria, o con pocos vástagos para producir un pequeño grupo de  tallos. Los tallos alcanzan un tamaño de 3 cm de largo. Las hojas son dísticas, herbáceas, de 15-30 (35) cm x 12,5 (15) mm, lineales, carnosas, de color marrón verdoso, con manchas blancas en la mitad inferior, y con manchas dispersas en la superficie superior, los márgenes con diminutos dientes cartilaginosos de color blanco de 5,2 mm; ápice apiculado. La inflorescencia es simple, erecta de 50 cm de alto o en ocasiones más; pedúnculo con algunas pequeñas brácteas estériles ovales de color marrón debajo de la inflorescencia. Las flors en racimos cónico-cilíndricos. Perianto de color naranja-rojo, verde en la punta, de 30 a 35 mm de largo.

## Distribución y hábitat
Se conoce sólo en los montes Chimanimani a una altitud de 1350-2135 m s. n. m., en los pastizales de montaña que arden periódicamente, en las laderas rocosas y entre las rocas.

## Taxonomía
Aloe wildii fue descrita por (Reynolds) Gilbert Westacott Reynolds y publicado en Kirkia 4: 13, en el año 1964.
Etimología
Ver: Aloe
wildii: epíteto otorgado en honor del botánico británico Hiram Wild.
Sinonimia
- Aloe torrei var. wildii Reynolds[5][2]